# Matthijs Vermeulenprijs
De Matthijs Vermeulenprijs is de belangrijkste Nederlandse compositieprijs, vernoemd naar de in 1967 overleden componist Matthijs Vermeulen. Het Amsterdams Fonds voor de Kunst dat de prijs in 1972 instelde, kende haar jaarlijks toe. De prijs is na 2004 opgegaan in de Amsterdamprijs voor de Kunsten en in 2009 als tweejaarlijkse prijs in ere hersteld door het Fonds Podiumkunsten. De prijs, die bestaat uit een geldbedrag van 20.000 euro, werd in 2017 voor het eerst aan een vrouw toegekend.
De prijs is sinds zijn oprichting twintig keer zo vaak aan mannelijke als aan vrouwelijke componisten toegekend (van alle prijswinnaars is 95% man).
De volgende componisten ontvingen de Matthijs Vermeulenprijs:
- 2023 - Pete Harden: M.M.
- 2021 - Calliope Tsoupaki: Thin Air
- 2019 - Aart Strootman: Shambling Emerge – after after party
- 2017 - Kate Moore: The Dam
- 2015 - Peter Adriaansz: Scala II
- 2013 - Jan van de Putte: Kagami-Jishi, voor pianosolo en orkest
- 2011 - Richard Rijnvos: Die Kammersängerin
- 2009 - Boudewijn Tarenskeen: Mattheus Passie, een lezing voor negentien zangers
- 2004 - Michel van der Aa: One
- 2003 - Richard Ayres: No.36 NONcerto
- 2002 - Peter-Jan Wagemans: Moloch
- 2001 - Misha Mengelberg: Opera 2000
- 2000 - Richard Rijnvos: Times Square Dance
- 1999 - Ron Ford: Salome Fast
- 1998 - Klaas de Vries: A king, riding en Interludium voor strijkorkest
- 1997 - Ton de Leeuw: Three Shakespeare Songs
- 1996 - Diderik Wagenaar: Trois Poèmes en Prose
- 1995 - niet toegekend
- 1994 - Dick Raaijmakers: Der Fall/Dépons en Die glückliche Hand - Geöffnet
- 1993 - Robert Heppener: Im Gestein
- 1992 - Louis Andriessen: M. is for Man, Music and Mozart; Facing Death, Dances, Hout en Lacrimosa
- 1991 - Klas Torstensson: Stick on Stick
- 1990 - Peter-Jan Wagemans: Rosebud
- 1989 - Jacques Bank: Requiem voor een levende
- 1988 - Joep Straesser: Über Erich M.
- 1987 - Gottfried Michael Koenig
- 1986 - Theo Loevendie: Naima
- 1985 - Dick Raaijmakers: Extase
- 1984 - Guus Janssen: Ternet
- 1983 - Klaas de Vries: Discantus
- 1982 - Ton de Leeuw: Car mes vignes sont en fleur
- 1981 - Jan Boerman: gehele oeuvre
- 1980 - Jan van Vlijmen: Quatemi
- 1979 - Otto Ketting: Symfonie voor saxofoons en orkest
- 1978 - Jeugd en Muziek Zeeland / Leo Cuypers: Zeelandsuite
- 1977 - Louis Andriessen: De Staat
- 1976 - niet toegekend
- 1975 - Tristan Keuris: Sinfonia
- 1974 - Willem Breuker: Het paard van Troje
- 1973 - Peter Schat: To You
- 1972 - Jan van Vlijmen: Omaggio a Gesualdo

Sinds 1986 is er ook een aanmoedigingsprijs.